# Ballerina (soundtrack)
Ballerina is de officiële soundtrack van de gelijknamige film. Het album werd uitgebracht op 12 december 2016 door Gaumont Records. Het album bevat de originele filmmuziek, gecomponeerd door Klaus Badelt. De filmmuziek werd uitgevoerd door de London Metropolitan Orchestra onder leiding van Andy Brown. Het album bevat ook enkele liedjes uit de film van diverse artiesten. In de Verenigde Staten werd het album net als de film uitgebracht onder de titel: Leap!

## Tracklijst

### Ballerina(versie 1)
| Nr. | Titel                                               | Artiest(en)                      | Duur |
| --- | --------------------------------------------------- | -------------------------------- | ---- |
| 1.  | You Know It's About You                             | Magical Thinker & Stephen Wrabel | 3:43 |
| 2.  | Unstoppable                                         | Camila Mora                      | 4:16 |
| 3.  | Blood Sweat and Tears                               | Magical Thinker & Dezi Paige     | 3:38 |
| 4.  | Confident                                           | Demi Lovato                      | 3:27 |
| 5.  | Ballerina                                           | Klaus Badelt                     | 4:05 |
| 6.  | Dreams and the Music Box                            | Klaus Badelt                     | 3:19 |
| 7.  | Escaping the Orphanage                              | Klaus Badelt                     | 3:50 |
| 8.  | The Liberty Chase                                   | Klaus Badelt                     | 3:56 |
| 9.  | You Know It's About You (Piano & Voice Bonus Track) | Magical Thinker & Stephen Wrabel | 3:36 |

### Ballerina(versie 2)
| Nr. | Titel                                               | Artiest(en)                      | Duur |
| --- | --------------------------------------------------- | -------------------------------- | ---- |
| 1.  | You Know It's About You                             | Magical Thinker & Stephen Wrabel | 3:43 |
| 2.  | Be Somebody                                         | Chantal Kreviazuk                | 3:42 |
| 3.  | Unstoppable                                         | Camila Mora                      | 4:16 |
| 4.  | Blood Sweat and Tears                               | Magical Thinker & Dezi Paige     | 3:38 |
| 5.  | Confident                                           | Demi Lovato                      | 3:27 |
| 6.  | Ballerina                                           | Klaus Badelt                     | 4:05 |
| 7.  | Dreams and the Music Box                            | Klaus Badelt                     | 3:19 |
| 8.  | Escaping the Orphanage                              | Klaus Badelt                     | 3:50 |
| 9.  | The Liberty Chase                                   | Klaus Badelt                     | 3:56 |
| 10. | Swan Lake, Op. 20a: Scene                           | Chappell Recorded                | 3:11 |
| 11. | Shannon Reel                                        | Daniel Darras & Youenn Le Berre  | 2:38 |
| 12. | You Know It's About You (Piano & Voice Bonus Track) | Magical Thinker & Stephen Wrabel | 3:36 |

### Leap!
| Nr. | Titel                                               | Artiest(en)                      | Duur |
| --- | --------------------------------------------------- | -------------------------------- | ---- |
| 1.  | You Know It's About You                             | Magical Thinker & Stephen Wrabel | 3:43 |
| 2.  | Be Somebody                                         | Chantal Kreviazuk                | 3:42 |
| 3.  | Unstoppable                                         | Camila Mora                      | 4:16 |
| 4.  | Blood Sweat and Tears                               | Magical Thinker & Dezi Paige     | 3:38 |
| 5.  | Rainbow                                             | Liz Huett                        | 2:54 |
| 6.  | Ballerina                                           | Klaus Badelt                     | 4:05 |
| 7.  | Dreams and the Music Box                            | Klaus Badelt                     | 3:19 |
| 8.  | Escaping the Orphanage                              | Klaus Badelt                     | 3:50 |
| 9.  | The Liberty Chase                                   | Klaus Badelt                     | 3:56 |
| 10. | Swan Lake, Op. 20a: Scene                           | Chappell Recorded                | 3:11 |
| 11. | Shannon Reel                                        | Daniel Darras & Youenn Le Berre  | 2:38 |
| 12. | You Know It's About You (Piano & Voice Bonus Track) | Magical Thinker & Stephen Wrabel | 3:36 |

## Hitnoteringen

### VlaamseUltratop 200 Albums
| Hitnotering: 22-04-2017 | Hitnotering: 22-04-2017 | Hitnotering: 22-04-2017 |
| Week:                   | 1                       |                         |
| ----------------------- | ----------------------- | ----------------------- |
| Positie:                | 188                     | uit                     |

## Prijzen en nominaties
| Jaar | Prijs                           | Categorie                 | Genomineerde(n)                                                                          | Uitslag  |
| ---- | ------------------------------- | ------------------------- | ---------------------------------------------------------------------------------------- | -------- |
| 2017 | Hollywood Music In Media Awards | Beste lied - animatiefilm | Demi Lovato, Ilya Salmanzadeh, Max Martin & Savan Kotecha (voor het nummer: "Confident") | Gewonnen |